# Иван Фортнер
Иван Фортнер е провикарий на Софийско-пловдивския апостолически викариат от XIX в.

## Биография
Иван Фортнер е чех по народност. През 1834 година католиците от Софийско-пловдивския викариат са поверени на монашески орден от Австрия - Лигуористите от конгрегацията на Св. Алфонс Лигуори. С отец Фортнер пристигнали съотечественикът му отец Антон Фишер и моравецът отец Матея Граф. През 1835 година е назначен за викарий. Отците от ордена започнали веднага да реформират викариата. В 1836 г. бива въведен григориянският календар. 
Умира през 1836 година в Пловдив и епархията е поета от пристигналия отец Иван Птачек.